# Argentinean-German Geodetic Observatory
Das Argentinean-German Geodetic Observatory (AGGO), vormals Transportable Integrated Geodetic Observatory (TIGO), ist ein transportables geodätisches Observatorium für hochpräzise Messungen zu künstlichen Erdsatelliten und Quasaren. Es wurde von deutschen Geodäten entwickelt und steht derzeit bei La Plata, Argentinien.
Das deutsch-argentinische geodätische Observatorium AGGO stellt eine flexible Möglichkeit dar, in jenen Regionen oder Erdteilen eine sogenannte Fundamentalstation zu betreiben, die noch nicht mit hochpräzisen kosmischen Methoden vermessen sind.
Das System ist für den Transport in sechs Containern ausgelegt und so konstruiert, dass es an jedem zum Aufbau geeigneten Standort auf einer speziell angefertigten Plattform installiert werden kann.
AGGO realisiert über seine Messungen einen fundamentalen globalen Referenzpunkt in Raum, Zeit und im Gravitationsfeld der Erde. Dabei kommen zentral von einem Standort aus folgende Methoden der Erdmessung zum Einsatz:
- mit einem zerlegbaren 6-Meter Radioteleskop die VLBI-Radiointerferometrie zu fernen Radioquellen (einige hundert fast punktförmige Quasare)
- das Global Positioning System (GPS), die verwandten Systeme GLONASS und Galileo
- Satellite Laser Ranging (SLR), eine millimetergenaue Distanzmessung mit einem stark gebündelten Laser vom Observatorium zu Retroreflektoren an Satelliten
- Cäsium-Frequenznormale und Wasserstoffmaser zur Definition einer lokalen Zeitskala und genauen Messung von Zeitintervallen (10−12)
- absolute und relative Gravimetrie zur Beobachtung der Erdbeschleunigung und ihrer Variabilität (Erdgezeiten) an diesem Referenzpunkt
- komplementäre Sensoren für die Erfassung meteorologischer Daten der lokalen Erdatmosphäre (Lufttemperatur, Luftfeuchte, Druck) sowie hydrologische Sensoren; alle zur genauen Reduktion der anderen Messungen
- klassische geodätische Instrumente wie Totalstation und Nivellier, um in einem lokalen geodätischen Kontrollnetz die messtechnisch unabhängigen Referenzpunkte der jeweiligen Methoden räumlich miteinander verknüpfen zu können und deren Lagestabilität langzeitlich zu überwachen.

Die auf allen Kontinenten messenden Observatorien bilden ein globales Vermessungsnetz, dessen Güte durch eine gleichmäßige globale Verteilung der Referenzstationen begünstigt wird. Aufgrund der geringen Landmasse in der Südhemisphäre und einer zumeist noch unzureichenden Entwicklung vieler Länder gibt es dort nur sehr wenige geodätische Observatorien. AGGO ist aufgrund seiner Lage für das globale Netzwerk besonders wichtig. Das globale geodätische Netzwerk führt ein ununterbrochenes Monitoring der Erde, ihrer Rotation und der Plattentektonik durch, was im Laufe von mehreren Jahren zu immer besseren terrestrischen Bezugssystemen führt. Diese Erdmodelle (siehe ITRS und ITRF) haben derzeit weltumspannende Genauigkeiten von wenigen Zentimetern. Mit der Einführung verbesserter Technik und dem Ausbau des globalen Netzes steigert sich die globale Genauigkeit künftig noch weiter.
Alle diese Fundamentalsysteme sind neben der Geodäsie auch für andere Disziplinen grundlegend, insbesondere für die Astronomie, die Physik, die Geowissenschaften und die Raumfahrt.